# 帕特南鎮區 (愛荷華州林縣)
帕特南鎮區（英語：Putnam Township）是位於美國愛荷華州林縣的一個行政鎮區。

## 地方資料
根據2010年美國人口普查的數據，帕特南鎮區的面積為72.55平方千米，當中陸地面積為71.12平方千米，而水域面積為1.43平方千米。當地共有人口2423人，而人口密度為每平方千米33.4人。